# Vůdcovská zkouška
Vůdcovská zkouška (VZ) je interní skautskou kvalifikací opravňující dospělého skauta k vedení skautského oddílu. Skládá se zpravidla na konci vůdcovského kurzu (VK), který na zkoušku připravuje, byť existují i zkoušky bez kurzu. Absolvent vůdcovské zkoušky má právo nosit na kroji příslušné označení - stříbrný odznak se skautskou lilií na středu kapsy.
Podoba a náročnost vůdcovské zkoušky se napříč skautskými organizacemi liší; obsahem jsou však vždy myšlenkové základy skautingu a dovednosti potřebné pro vedení skautských táborů. Z tohoto důvodu se některé vůdcovské kurzy konají jako letní tábory; poté jsou zpravidla označovány za lesní (VLK).
V zahraničí je velká většina vůdcovských kurzů sdružena pod systém Wood Badge, vedený centrálou v britském Gilwellu. Čeští skauti však mají svůj nezávislý vzdělávací systém, který svou kvalitou nijak nezaostává.[zdroj?]
V Junáku jsou vůdcovské kurzy často organizovány na každoroční bázi týmy stálých instruktorů. Mezi nejvýznamnější patří Gemini, Ursus, Velká Morava, Stříbrná řeka, Jasan, Jesenický vůdcovský kurz, Polojasno nebo Falconeri. Vůdcovského kurzu se zpravidla účastní skauti po složení složení čekatelské zkoušky následované praxí ve spoluvedení oddílu. Předpokladem pro získání vůdcovské zkoušky v Junáku je absolventce kurzu zdravotník zotavovacích akcí nebo kratšího kurzu první pomoci. Vodní skauti se účastní vůdcovských kurzů a zkoušek a následně podstupují specializační kapitánské vzdělávání z metodiky a bezpečnosti jízdy na vodě.
V jiných, menších českých skautských organizacích jsou kurzy pořádány nepravidelně dle potřeby.